# Gobiodon acicularis
Gobiodon acicularis is een straalvinnige vissensoort uit de familie van grondels (Gobiidae). De wetenschappelijke naam van de soort is voor het eerst geldig gepubliceerd in 1995 door Harold & Winterbottom.